# Gateway (minialbum)
Gateway – siódmy minialbum południowokoreańskiej grupy Astro, wydany 4 maja 2020 roku przez wytwórnię Fantagio Music. Płytę promował singel „Knock” (kor. Knock (널 찾아가)). Minialbum został wydany w dwóch wersjach fizycznych: „Another World ver.” oraz „Time Traveller ver.”.
Sprzedał się w nakładzie 109 522 egzemplarzy w Korei Południowej (stan na marzec 2021).

## Lista utworów
| CD | CD                                                                               | CD                                                                                                | CD | CD                                     | CD      |
| Nr | Tytuł utworu                                                                     | Tekst                                                                                             | Kompozycja | Aranżacja                              | Długość |
| -- | -------------------------------------------------------------------------------- | ------------------------------------------------------------------------------------------------- | --- | -------------------------------------- | ------- |
| 1. | „Knock (Neol chajaga))” (kor. Knock (널 찾아가))                                 | IsranGiwon (Flying Lab), Summer Moon (Jam Factory), Jin Jin (Astro), Rocky (Astro)                | Brian U (THE HUB), MarkAlong (THE HUB), Noerio (THE HUB), Charlotte Wilson, Frankie Day (THE HUB), Chanti (THE HUB), Ayu (THE HUB), Makeumine, Rajan Muse | Brian U (THE HUB), MarkAlong (THE HUB) | 3:13    |
| 2. | „Nae ireum-eul buleul ttae” (kor. 내 이름을 부를 때, ang. When You Call My Name) | Coach & Sendo, Yuki, Jin Jin (Astro), Rocky (Astro)                                               | Coach & Sendo | Coach & Sendo                          | 3:29    |
| 3. | „Somebody Like”                                                                  | MosPick, Jin Jin (Astro), Rocky (Astro)                                                           | MosPick | MosPick                                | 3:07    |
| 4. | „We Still”                                                                       | Ju Seo-jin (Flying Lab), Erik Lidbom, CR Kim, Kim Su-bin (AIMING), Jin Jin (Astro), Rocky (Astro) | Erik Lidbom, CR Kim, Kim Su-bin (AIMING) | Erik Lidbom                            | 3:16    |
| 5. | „12 sigan” (kor. 12시간, ang. 12 Hours)                                          | Mirror Boy, D.Ham, Hanmiru Moon, Jin Jin (Astro), Rocky (Astro)                                   | Mirror Boy, D.Ham, Hanmiru Moon | Mirror Boy, D.Ham, Hanmiru Moon        | 3:10    |
| 6. | „Bich-i dwaejulge” (kor. 빛이 돼줄게, ang. Lights On)                            | Jin Jin (Astro), StarB ($MILE), ORAE, Rocky (Astro)                                               | Jin Jin (Astro), StarB ($MILE), ORAE | Jin Jin (Astro), StarB ($MILE), ORAE   | 3:24    |

## Notowania
| Lista                      | Pozycja |
| -------------------------- | ------- |
| Gaon Weekly Album Chart    | 1       |
| Oricon Album Chart         | 7       |
| Billboard Japan Hot Albums | 38      |
| Five Music (Tajwan)        | 2       |